# Peter Boyer
Peter Boyer né le 10 février 1970 à Providence (Rhode Island) est un compositeur et chef d'orchestre américain.

## Carrière
Après avoir obtenu un diplôme des beaux-arts au Rhode Island College puis un doctorat de musique à l'Université de Hartford où il étudie la composition musicale avec Larry Allan Smith et la direction d'orchestre avec Harold Faberman, il se perfectionne avec John Corigliano, Elmer Bernstein, David Raksin, Christopher Young. En 1996 il enseigne à la Claremont Graduate University. Il enregistre en 2001 ses œuvres avec le London Symphony Orchestra aux Studios Abbey Road puis en 2003 dirige l'Orchestre Philharmonia pour l'enregistrement de Ellis Island: The Dream of America. Il compose en 2010 une symphonie chorale en hommage à la famille Kennedy The dream lives on: A portrait of the Kennedy brothers.
Il est nommé en 2011 compositeur-résident du Fort Worth Symphony Orchestra puis en 2012 compositeur-résident du Pasadena Symphony and Pops. Peter Boyer a composé de nombreuses orchestrations pour le cinéma et la télévision américains, notamment pour le film Star Trek (2009).

## Œuvres
- The Dream Lives On: A Portrait of the Kennedy Brothers pour narrateurs, chœur et orchestre (2009–10)
- Sudden Light for soprano et piano (2008–09)
- American Rhapsody pour piano et orchestre (2007–08)
- Dreaming a World pour narrateur, chœur d'enfants, chœur mixte, percussion et orchestre (2006)
- And the night shall be filled with music pour chœur et piano (2005)
- Silver Fanfare pour orchestre (2004)
- On Music’s Wings pour soprano, baryton, chœur d'enfants, chœur mixte et orchestre (2003–04)
- Ellis Island: The Dream of America pour acteurs et orchestre avec projection vidéo (2001–02)
- Ghosts of Troy pour orchestre (2000)
- New Beginnings pour orchestre (2000)
- Three Olympians pour orchestre à cordes (2000)
- At the Crossings pour quatre quatuor de cuivres et quatre percussions (1998)
- The Phoenix pour orchestre (1997)
- Celebration Overture pour orchestre (1997)
- Titanic pour orchestre (1995)
- Perchance to dream… pour soprano et orchestre de chambre (1993–94)
- Mosaic pour orchestre (1992–93)
- I Can Recall pour soprano et piano (1990)